# Thalatta modesta
Thalatta modesta är en fjärilsart som beskrevs av Moore 1883. Thalatta modesta ingår i släktet Thalatta och familjen nattflyn. Inga underarter finns listade i Catalogue of Life.